# Tivela rejecta Oliver, 1995
Tivela rejecta Oliver, 1995 је врста морских шкољки из рода Tivela, породице Veneridae, тзв, Венерине шкољке. Таксон се сматра не прихваћеним. Прихваћен је као врста 
 (W. Wood, 1828)..